# Pstrąg potokowy

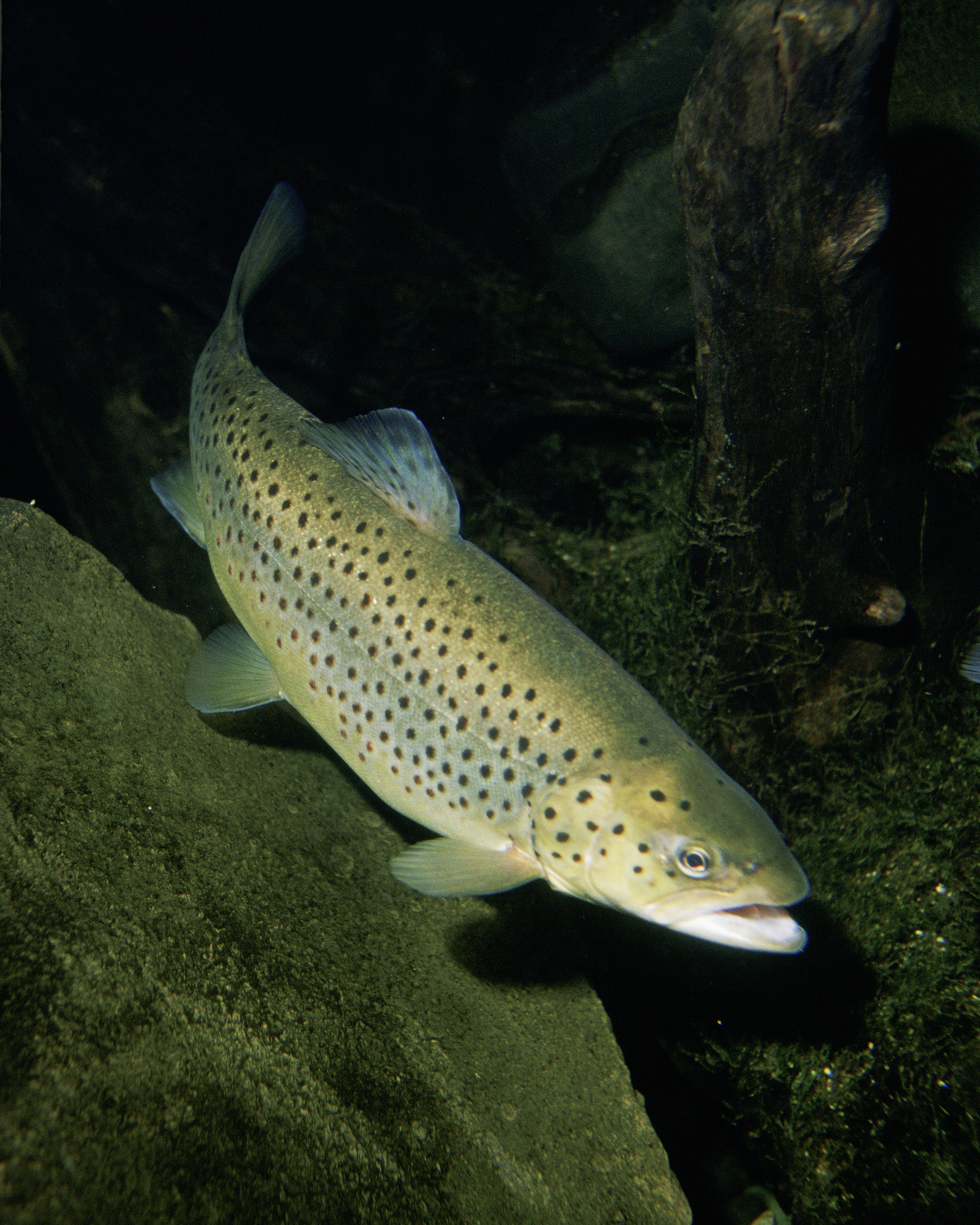
Pstrąg potokowy

Pstrąg potokowy (Salmo trutta m. fario) – ryba z rodziny łososiowatych (Salmonidae), należąca do gatunku Salmo trutta, ekologiczna odmiana troci atlantyckiej (S. t. trutta) przystosowana do życia wyłącznie w wodach słodkich.

## Występowanie
W Polsce liczny na południu i północy kraju. Występuje w górskich potokach Beskidów, Tatr, Sudetów, Jury Krakowsko-Częstochowskiej, także w rzekach Dolnego Śląska, Pomorza Zachodniego i Środkowego, na Warmii i Mazurach, w dopływach Warty. Poza Polską w naturalny sposób występuje w niemal całej Europie oraz północnej Afryce i nielicznie w Azji. Sztucznie rozprzestrzeniony na wszystkie kontynenty oprócz Antarktydy. Żyje w zimnych, dobrze natlenionych i dzikich (nieuregulowanych) rzekach – głównie górskich.

## Opis
W Polsce osiąga maksymalnie ok. 80 cm długości i 5 kg masy ciała. Kształt torpedowaty – ułatwiający życie w wartkim prądzie rzeki. Ubarwienie bardzo zmienne – zależne od miejsca przebywania. Na ciele liczne czarne i czerwone kropki. Brzuch żółtobiały lub żółty. Płetwa tłuszczowa jasna, ciemnoobrzeżona. Młode osobniki mają duże, wyraźne niebieskoszare plamy na bokach. Dorosłe samce mają często hakowato zagiętą ku górze żuchwę i dłuższą głowę niż samice.

## Odżywianie
Jest typowym drapieżnikiem. Młode osobniki zjadają larwy owadów i skorupiaki. Dorosłe zjadają głównie ryby i owady. Często przechodzi na pokarm sezonowy, np. wczesną wiosną bardzo chętnie zjada świeżo wybudzone ze snu zimowego żaby. W maju odżywia się jętką majową, lipiec-sierpień – głównie małe ryby: cierniki, głowacze, słonecznice, kozy itp. Przystępując do tarła nie przestaje się odżywiać, powszechny jest również kanibalizm.

## Rozród
Do tarła przystępuje jesienią, podejmując krótkie (z reguły kilkukilometrowe) wędrówki tarłowe do niewielkich dopływów ze żwirowym dnem. Jednej samicy zazwyczaj towarzyszy kilka samców. Ikra jest składana do zagłębień wykopanych przez samice w żwirze pokrywającym dno. Zapiaszczenie tego żwiru ma silny wpływ na przeżywalność ikry i w miejscach, gdzie jest ono bardzo silne tarło może się okazać zupełnie nieefektywne i larwy się nie wylęgną. Larwy tuż po wylęgu mają duży woreczek żółtkowy.

## Zagrożenia
W Polsce zagrożony z powodu systematycznego niszczenia jego siedlisk poprzez postępującą zabudowę hydrotechniczną rzek górskich oraz dużą presję wędkarską i kłusownictwo.

## Ochrona

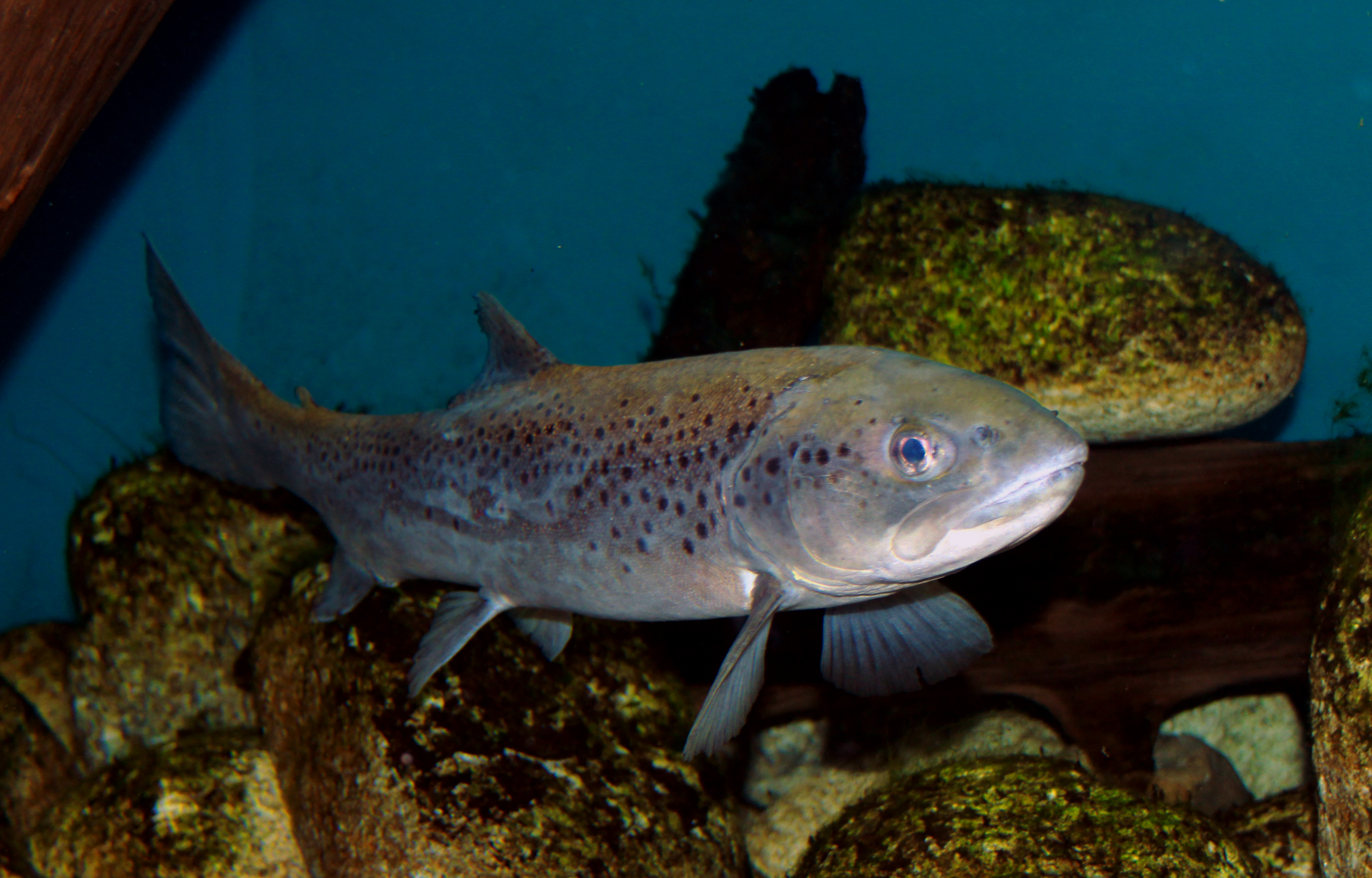
Pstrąg potokowy na wystawie „Subaqueous Vltava”, Praga

W Polsce w wodach będących w użytkowaniu PZW obowiązują następujące regulacje dotyczące ochrony pstrąga potokowego:
- W Wiśle i jej dopływach od jej źródeł do ujścia rzeki San; w rzece San oraz jej dopływach, w rzece Odra i jej dopływach od granicy państwowej z Czechami do ujścia rzeki Bystrzycy, oraz w rzece Bystrzyca i jej dopływach:
  - okres ochronny: 1 września – 31 stycznia
  - wymiar ochronny: 25 cm
- Pozostałe wody:
  - okres ochronny: 1 września – 31 grudnia
  - wymiar ochronny: 30 cm
- Limit dziennego połowu: 3 sztuki (łącznie z amurem białym, boleniem, brzaną, lipieniem, karpiem, szczupakiem i sandaczem)
- W wodach użytkowanych przez PZW można wędkować przez całą dobę, z wyjątkiem wód krainy pstrąga i lipienia (wymienionych w odrębnym informatorze PZW[2]), gdzie wolno wędkować tylko w porze dziennej, tj. od świtu do zmierzchu (1 godz. przed wschodem słońca i 1 godz. po zachodzie słońca). Na wodach tych, oprócz przepisów ogólnych PZW, obowiązują dodatkowe szczegółowe zasady wędkowania i regulacje dotyczące ochrony uchwalone przez poszczególne okręgi, na terenie których wymiary ochronne czy limit dzienny może różnić się od zasad ogólnych dotyczących całego kraju[2]. Na przykład w Okręgu PZW Białystok dla pstrąga potokowego i lipienia obowiązuje wymiar ochronny 35 cm i limit dzienny 2 sztuk łącznie[3].